# Honor 7
Honor 7 è uno smartphone prodotto da Huawei con il marchio Honor. È il successore di Honor 6, il telefono di bandiera sotto il marchio Honor per il 2014. La linea del marchio Honor è conosciuta per le sue caratteristiche di alto livello ad un prezzo abbordabile ed anche con Honor 7 continua su questa linea. I modelli di Honor 7 variano a seconda del mercato di vendita, con una variante dual sim ed una capacità di 64GB esclusivamente per la Cina. il modello internazionale è invece con 16GB di memoria interna mentre la versione indiana ha solo un ingresso per un'unica SIM. Una nuova versione chiamata Honor 7 Enhanced è stata annunciata con sistema operativo Google Android Marshmallow e 32GB di memoria interna.

## Software
Honor 7 ha installato il sistema operativo Google Android Lollipop con l'interfaccia grafica Emotion UI (EMUI) 3.0 di Huawei. Da febbraio 2016 è disponibile sul sito di Huawei la versione di Google Android Marshmallow.